# Jennifer Lynch
Jennifer Chambers Lynch, ou simplesmente Jennifer Lynch (Filadélfia, 7 de abril de 1968), é uma cineasta e roteirista estadunidense, também conhecida por escrever o livro The Secret Diary of Laura Palmer.

## Início da vida
Lynch nasceu em Filadélfia. Ela é filha do artista e cineasta David Lynch, que é responsável por sua ascendência finlandesa e da pintora Peggy Reavey. Ela começou a praticar meditação transcendental com seis anos de idade.

### Cinema
Lynch foi educada em Los Angeles e Michigan em Interlochen Arts Academy. Juntamente com sua mãe, Lynch fez uma breve aparição no longa-metragem de estréia de seu pai, Eraserhead, mas sua aparição não foi incluída no corte final. Ela, posteriormente, trabalhou como assistente de produção em Veludo Azul (1986), também dirigido por seu pai.

### Televisão
Lynch autorizou The Secret Diary of Laura Palmer para aparecer na série de televisão Twin Peaks, criada por seu pai David Lynch e por Mark Frost.
Jennifer Lynch também dirigiu episódios de várias séries televisivas como Finding Carter, Psych, Quantico, Teen Wolf, The Walking Dead, The Last Ship, Wayward Pines, American Horror Story e Jessica Jones.

## Filmografia (como cineasta)
| Ano  | Título            | Escritore(s)                     | Produtor(es)                                                                                          | Elenco principal                              | Outras notas                      |
| 1993 | Boxing Helena     | Jennifer Lynch, Philippe Caland  | Philippe Caland                                                                                       | Sherilyn Fenn, Julian Sands, Bill Paxton      | também escritor                   |
| 2008 | Surveillance      | Jennifer Lynch, Kent Harper      | David Lynch, Kent Harper, Marco Mehlitz, David Michaels                                               | Bill Pullman, Julia Ormond, Francês Stewart   | também escritor (com Kent Harper) |
| 2010 | Hisss             | Jennifer Lynch                   | Vikram Singh, Govind Menon                                                                            | Mallika Sherawat, Irrfan Khan                 |                                   |
| 2012 | Chained           | Jennifer Lynch, Damian O'Donnell | Rhonda Baker, David Buelow, Lee Nelson                                                                | Vincent D'Onofrio, Eamon Farren, Julia Ormond | também aparição                   |
| 2016 | A Fall from Frace | Jennifer Lynch, Eric Wilkinson   | David Lynch, Forest Whitaker, Tim Roth, Paz Vega, Vincent D'Onofrio, Willow Shields, e Eric Wilkinson | Pós-produção                                  |                                   |